# Teorema di Glivenko-Cantelli
Il teorema di Glivenko-Cantelli
dimostra che la funzione di ripartizione empirica di una variabile casuale unidimensionale
converge, con probabilità 1 uniformemente in {\displaystyle x}, verso l'effettiva funzione di ripartizione.
Il teorema venne formulato nel 1933 da Valerij Ivanovič Glivenko e Francesco Paolo Cantelli.

## Il teorema
Siano {\displaystyle X_{1},...,X_{n}} variabili casuali indipendenti e identicamente distribuite con funzione di ripartizione {\displaystyle F}.
Sia 
{\displaystyle {\hat {F}}_{n}(x):={1 \over n}\sum _{i=1}^{n}\mathbf {1} _{{X_{i}}\leq x}} 
la funzione di ripartizione empirica che approssima l'ignota  {\displaystyle F},  dove il simbolo  {\displaystyle \mathbf {1} _{{X_{i}}\leq x}} indica la funzione indicatrice della variabile casuale {\displaystyle X_{i}}, definita come:
{\displaystyle \mathbf {1} _{{X_{i}}\leq x}=\left\{{\begin{matrix}1&{\mbox{se}}\ X_{i}\leq x\\0&{\mbox{se}}\ X_{i}>x\end{matrix}}\right.}
Si definisce la massima deviazione della distribuzione empirica dalla variabile casuale che ne sta alla base come:
{\displaystyle d_{n}=\sup _{x}|{\hat {F}}_{n}(x)-F(x)|}.
Allora la differenza dn  converge con probabilità 1 verso zero.
{\displaystyle P(\lim _{n\to \infty }d_{n}=0)=1}
o, equivalentemente, la successione di funzioni {\displaystyle {\hat {F}}_{n}(x)} converge a {\displaystyle F(x)} uniformemente con probabilità 1 per {\displaystyle n\rightarrow \infty }.